# Sareyn
Sareyn, aussi écrit Sar‘eyn, Sara’eyn, Sar‘eīn, Sar ‘Eyn, ou Sarein, est une ville de la province d'Ardabil en Iran. C'est le chef-lieu de la préfecture du même nom. Elle abrite des activités liées au thermalisme grâce à la présence de sources chaudes.